# Musée du camp militaire Soundiata-Keïta
Le musée du camp militaire Soundiata-Keïta est un musée de Guinée situé au centre-ville de Kankan, au nord-est de la capitale Conakry, portant sur l'histoire militaire de la Guinée.

## Histoire
Le musée est géré par une équipe civilo-militaire.

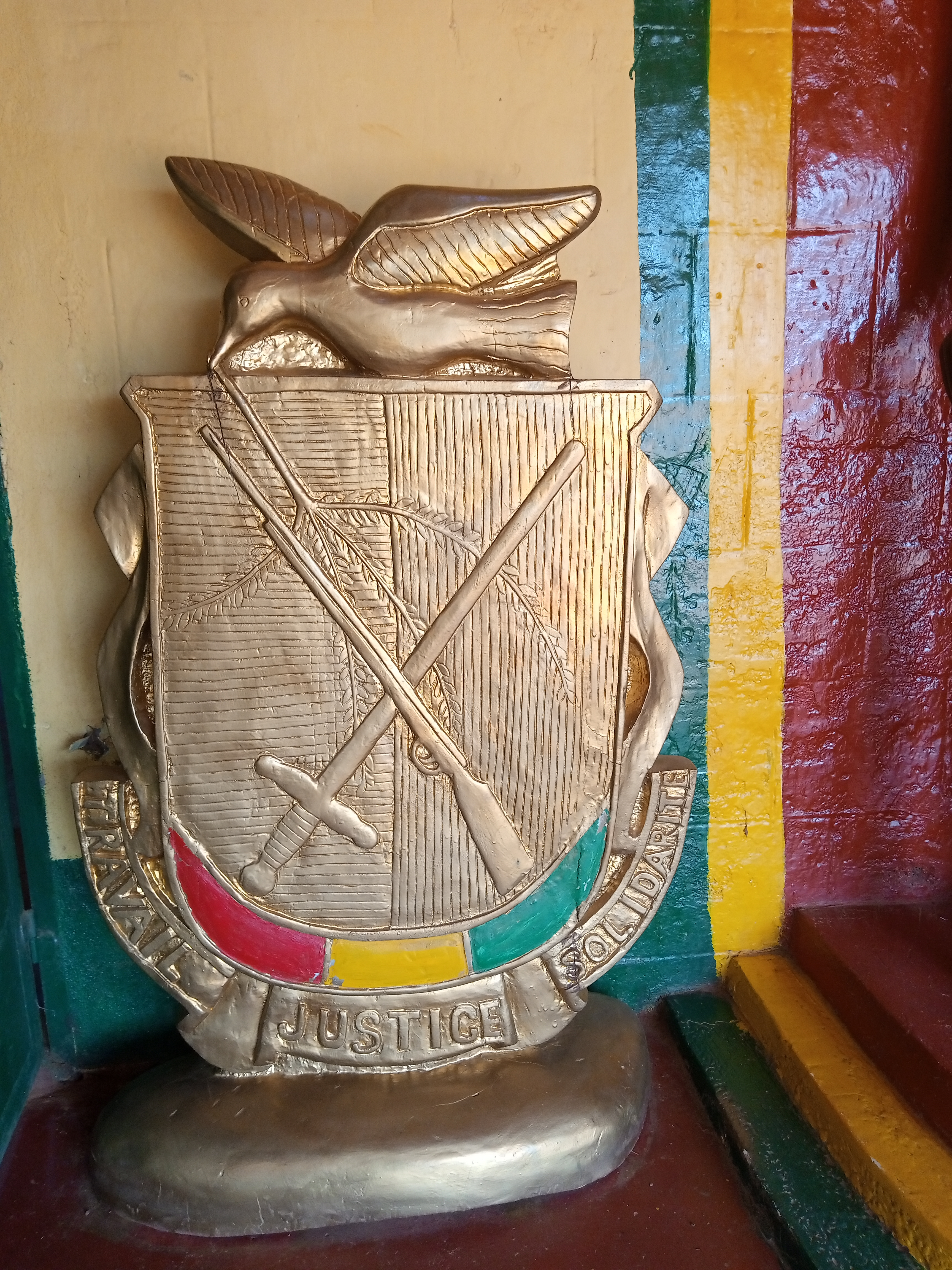
Emblème de la Guinée.

## Collections
Le musée possède une collection d'objets provenant de différentes localités, cultures et ethnies de la région et retrace l'histoire de la Guinée avant même l’indépendance de la Guinée jusqu’à nos jours.

### Bibliothèque Sanoussy Kaba Diakité
- Livres d'histoire